# Фюрстенфельдбрукк
Фюрстенфельдбрукк (также Фюрстенфельдбрук; нем. Fürstenfeldbruck) — районный центр в Баварии, в 25 км северо-западнее Мюнхена.

## География

### Географическое положение
Фюрстенфельдбрукк стоит на реке Ампер, примерно в 25 км к западу от Мюнхена (на полпути между Мюнхеном и Аугсбургом).

### Городское разделение
Фюрстенфельдбрукк состоит из районов Lindach, Buchenau, Neulindach, Pfaffing, Puch, Rothschwaig, Aich и Gelbenholzen.

## История
Название города «Фюрстенфельдбрук» состоит из 2 частей: «Fürstenfeld» (= поле князя) и «Bruck» (= мост).
Монастырь Фюрстенфельд был основан в 1265 году.
Рынок Брукк возникал недалеко от моста через реку «Ампер». Здесь был важный торговый путь.
В 1802 
году решалась судьба монастыря. После этого Фюрстенфельдбрукк мог наконец свободно развиваться. Но только в 1935 году он официально стал городом.
После Второй мировой войны было важно, чтобы город получил вокзал для городской электрички в Мюнхен.
Вследствие войны (приток беженцев) и после проведения пути городской электрички население города стало быстро увеличиваться.
В ночь 5-6 сентября 1972 года , произошла теракт. 
Сегодня Фюрстенфельдбрук современный город с хорошей инфраструктурой и различными важными отраслями промышленности.

## Политика
Бургомистр сейчас Эрих Рафф.

## Города-партнёры
- Тернополь, Украина (31 Августа 2005)[1]
- Черветери, Италия (29 июня 1973)[2]
- Ливри-Гарган, Франция (27 июня 1967)[3]
- Уичито-Фолс, США (3 декабря 1985)[4]
- Задар, Хорватия (2 октября 1989)[5]
- Альмуньекар, Испания (25 июня 2005)[6]

## Культура и достопримечательности

### Театры
- Neue Bühne Bruck
- s’Brucker Brettl

### Мероприятия и заседания
- Veranstaltungsforum Fürstenfeld

### Сооружения
Монастырь в стиле барокко Фюрстенфельд (Fürstenfeld).
Художник: Антонио Вискарди (Antonio Viscardi)

### Спорт
- Sportclub Fürstenfeldbruck von 1919 e.V. Архивная копия от 29 июня 2015 на Wayback Machine
- Turn- und Sportverein Fürstenfeldbruck e.V.
- Tennisclub Fürstenfeldbruck e.V.
- Eishockey

## Экономика и инфраструктура

### Дорожные сообщения
Автобан Мюнхен-Штутгарт (A 8) и автобан Мюнхен-Линдау (A 96)
Федеральная дорога B 2 и федеральная дорога B 471
Staatsstraße 2054
Kreisstraße Фюрстенфельдбрук 17
Линия S4 Мюнхенской городской электрички

### Торговые предприятия
Европейский центр National Semiconductor (производитель полупроводника)
Кока-кола — Coca-Cola Erfrischungsgetränke AG
König Ludwig Schloßbrauerei Kaltenberg
Schleifring GmbH Schleifring (производитель высококачественных электронных / электромеханических блоков передачи)

### Государственные учреждения
- Fliegerhorst Fürstenfeldbruck

Авиационная база Фюрстенфельдбрукка (кличка: Fursty из-за там находящегося военного училища также как колыбель военной авиации)
- Bayer. Fachhochschule für öffentliche Verwaltung und Rechtspflege — Fachbereich Polizei

Баварское специальное высшее учебное заведение для общественного управления и правосудия — отрасль Полиция: школа комиссаров
Государственное школьное учреждение Фюрстенфельдбрукка

### Образование
- Graf-Rasso-Gymnasium

Гимназия им. графа Rasso
- Viscardi-Gymnasium

Гимназия им. Viscardi
- Ferdinand-von-Miller Realschule
- Staatliche Berufsschule Fürstenfeldbruck

Государственная профессиональная школа Фюрстенфельбдрука
- FOS/BOS FFB

### Сыновья и дочери города
- Олаф Иттенбах (Olaf Ittenbach), немецкий режиссёр фильмов ужаса
- Фердинант фон Миллер, (Ferdinand von Miller), архи-литейщик
- Александр Мацца (Alexander Mazza), телевизионный ведущий
- Ерни Сингерл (Erni Singerl), Баварская народная актриса
- Бернд Шпэт (Bernd Späth), немецкий писатель
- Кунст, Карл, немецкий художник, иллюстратор и график.